# Histoire de la Polynésie française
Pour un article plus général, voir Polynésie française.
L'histoire de la Polynésie française se décompose en plusieurs périodes : avant l'arrivée des Européens, l'évolution vers le Protectorat français, les Établissements français de l’Océanie et enfin l'évolution sous la Cinquième République.

## Histoire pré-européenne

### Peuplement des cinq archipels polynésiens
L'hypothèse généralement retenue à l'heure actuelle est celle d'un peuplement de la Polynésie à partir du Sud-Est asiatique.
Vers 3000 av. J.-C., des habitants du littoral de la Chine du Sud commencent à traverser le détroit pour s'installer à Taïwan. Vers 2000 av. J.-C., de nouvelles migrations ont lieu de Taïwan vers les Philippines, puis vers Sulawesi et Timor et de là, vers les autres îles de l'archipel indonésien. Vers 1500 av. J.-C., un autre mouvement mène des Philippines en Nouvelle-Guinée et au-delà, les îles du Pacifique, notamment les îles Fidji. Les Austronésiens sont sans doute les premiers navigateurs de l'histoire de l'humanité.
En ce qui concerne la Polynésie, ce sont les îles Marquises aux alentours du Ier siècle, puis les îles de la Société qui sont les premières atteintes, vers 300 de notre ère, puis, de là, l'île de Pâques (500), Hawaii (900) et la Nouvelle-Zélande (1100).

## De l'apparition des Européens au Protectorat français (1521-1880)

### Période des contacts avec les explorateurs de l'océan Pacifique (1521-1797)
Le 24 janvier 1521, le Portugais Fernand de Magellan découvre San Pablo, fortuitement, une des deux îles Infortunées, sans doute Puka Puka dans les Tuamotu. En 1595, les Espagnols Álvaro de Mendaña et Pedro Fernández de Quirós découvrent les îles Marquises. Le 4 février 1606, Quirós découvre le groupe Actéon, puis le 10 février 1606 Hao. En 1616, les Néerlandais Jacob Le Maire et Willem Schouten sont à Takaroa, Takapoto, Ahe et Rangiroa. Puis plus aucun contact avec les Européens pendant un siècle.
Le 2 juin 1722, le Néerlandais Jakob Roggeveen découvre Makatea et, le 6 juin 1722, Bora Bora. Charles de Brosses nomme Polynésie les îles des Terres australes en 1756. Le 5 juin 1765, le Britannique John Byron est à Napuka et Tepoto. Le Britannique Samuel Wallis découvre Tahiti en 1767, suivi par le Français Louis Antoine de Bougainville en 1768. En 1769, le Britannique James Cook explore l'archipel de la Société puis découvre Rurutu. Il revient en 1773, 1774 et 1777. Parallèlement l'Espagnol Domingo de Boenechea arrive à Tahiti en 1772, puis en 1774 pour installer une mission permanente. Cette mission échoue comme le raconte Máximo Rodríguez, et tous repartent en 1775. En 1788 le Bounty du capitaine Bligh fait escale pour acquérir des plants d'arbre à pain pour les Caraïbes ; mais l'équipage se révolte ; les mutins restés à Tahiti sont arrêtés en 1791 par la marine anglaise, à la différence de ceux qui se sont réfugiés à Pitcairn. Le 5 mars 1797 – date qui est encore commémorée à Tahiti –, a lieu l'arrivée d'une mission anglaise de la London Missionary Society, avec 4 pasteurs et 14 artisans et agriculteurs, dont Henry Nott (1774-1844). Refoulée de Tahiti, la mission s'implante avec succès à Moorea où elle alphabétise les indigènes et traduit la Bible en tahitien.

### Ascension des Pōmare de Tahiti (1767-1842) et la prédominance britannique
Pōmare Ier

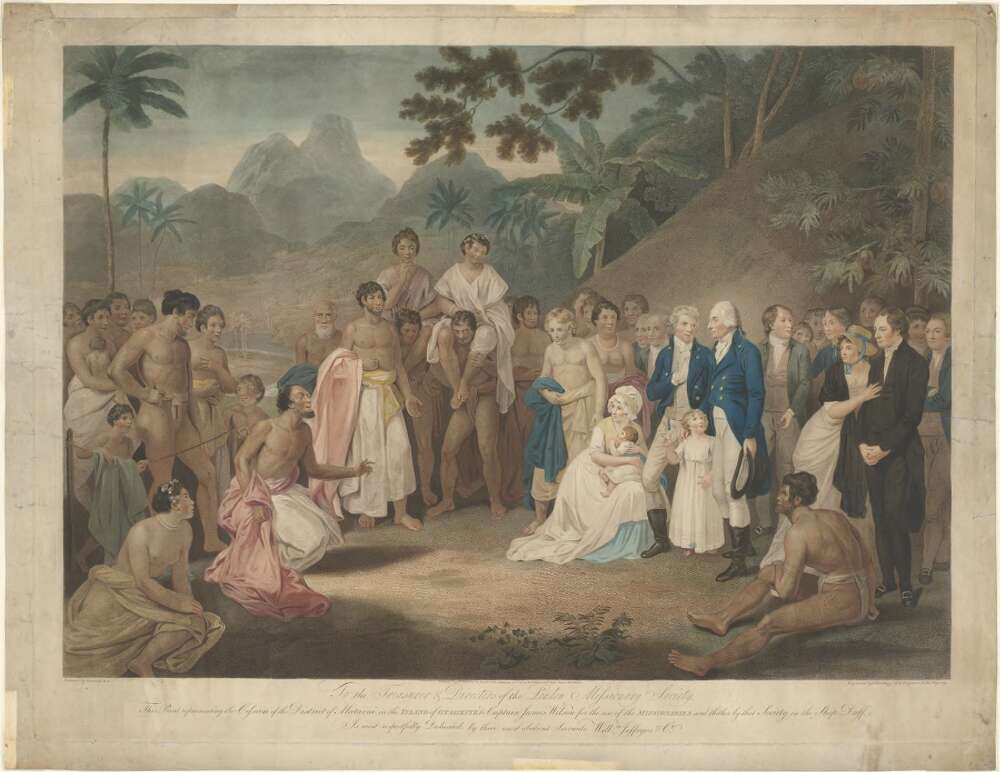
La cession du district de Matavai au commandant James Wilson pour l'usage des missionnaires en 1797.

Le contact avec les Britanniques profite à l'arii Tu (ca 1750-1803), chef du district de Porionuu, où se trouve le mouillage le plus pratique, la baie de Matavai. Pourvu d'armes à feu grâce aux Anglais, il acquiert une influence prédominante à Tahiti sans prendre cependant le titre de arii rahi détenu par Amo (ou Eimao), du clan Teva. Tu change cependant son nom en celui de Pōmare et fonde le royaume de Tahiti en 1788.
Le règne de Pōmare II (1815-1821)
Son fils Pōmare II (1782-1821) se heurte à l'opposition des autres arii et doit se réfugier à Moorea où il se convertit au christianisme. De retour à Tahiti, il s'impose comme roi de l'île en infligeant au frère d'Amo une défaite à Punaauia (victoire dite de Fei Pi, 1815).
Deux grandes mesures marquent son règne, placé sous la protection des pasteurs britanniques : l'interdiction des cultes traditionnels ; l'institution du Code Pōmare, dans lequel se mélangent la Bible, les lois anglaises et certaines coutumes tahitiennes. Les Tahitiens deviennent à leur tour protestants.
Le règne de Pōmare IV. La période britannique (1827-1842)
Pōmare III (1820-1827) ne règne que six ans, sous le contrôle d'un régent. Sa sœur ‘Aimata lui succède, qui devient la reine Pōmare IV (1813-1877). Elle tente d'abord un retour vers la société traditionnelle avec la secte des Mamaia, mais c'est un échec. Les arii chrétiens lui imposent leur contrôle et gouvernent en accord avec le consul anglais, le pasteur George Pritchard. Durant cette période, la baie de Papeete, lieu d'implantation d'une mission en 1818, devient le mouillage principal de l'île ; une agglomération active s'y développe. La résidence des Pōmare reste d'abord à Arue, puis à Tarahoi sous Pōmare IV.
En 1834, une mission catholique française (ordre des Pères de Picpus) s'implante aux îles Gambier ; elle est refoulée de Tahiti en 1838. Or, c'est l'époque où se développe une politique française dans le Pacifique, dans le but de limiter l'extension de la domination britannique, installée en Australie et qui prend le contrôle de la Nouvelle-Zélande en 1840.

### Implantation française de 1842 à 1880: le protectorat sur Tahiti
La colonisation française en Polynésie commence en mai 1842 lorsque l'amiral Abel Aubert du Petit-Thouars, chef de la flotte française en Océanie, annexe sur les conseils de Jacques-Antoine Moerenhout les îles Marquises.
L'établissement du protectorat
Du Petit-Thouars intervient ensuite à Tahiti, sans consignes précises du gouvernement, sous prétexte d'établir la liberté religieuse pour les missions catholiques, que Pōmare IV accepterait, mais exclusivement à Papeete. En 1842, il impose à Pōmare IV la signature d’un traité de protectorat. Après la crise franco-anglaise dite « affaire Pritchard » et une guerre entre les Français et les Tahitiens anglophiles (1844-1846), Pōmare IV, qui avait dû s'exiler, est rétablie sur son trône et le protectorat français est confirmé en 1847 par la convention franco-anglaise de Jarnac.
Le protectorat concerne alors les îles du Vent, les îles Tuamotu et les îles Tubuai et Raivavae dans les Australes. En revanche les îles Sous-le-Vent ont été explicitement exclues du protectorat.
Les îles Gambier sont formellement indépendantes, mais sont gouvernées sous le contrôle de l'ordre de Picpus.
Organisation du Protectorat
L'expression d’« Établissements français de l’Océanie » (EFO) commence à apparaître dans les textes officiels en 1843. La direction du protectorat est assurée par un Commissaire (police des étrangers, affaires extérieures, armée) secondé par des administrateurs : l'Ordonnateur (finances), le Secrétaire général ou Directeur de l'Intérieur (affaires indigènes) et les responsables de secteur (royaume de Tahiti, îles Marquises et, de 1853 à 1860, Nouvelle-Calédonie). À partir du 28 juin 1860, selon une instruction du ministre de la Marine et des Colonies, l'organisation prévue pour la Guyane par les ordonnances du 27 août 1828 et du 22 août 1833 est déclarée applicable aux Établissements français de l'Océanie. 
La reine est responsable des affaires intérieures, mais ses décisions doivent être acceptées par le gouverneur. L'administration tahitienne comporte, en dehors de la cour royale, des mutoi (agents de police) et des toohitu (juges des affaires foncières). Dans les îles, les chefs de districts (tavana) sont d'abord maintenus, mais une grande évolution a lieu : remplacement de l'hérédité par l'élection et institution de Conseils de districts.
Faits historiques notables

En 1863, les missions protestantes sont transférées de la London Missionary Society à la Société des Missions Evangéliques de Paris.
En 1865 a lieu l'introduction du premier groupe de travailleurs chinois, en provenance du Kouang Tong (province de Canton), à la demande d'un planteur de Tahiti, William Stewart, pour une plantation de coton. Son entreprise ayant fait faillite en 1873, certains travailleurs chinois rentrent dans leur pays, mais un groupe important reste à Tahiti.
Annexion
Le 29 juin 1880, le dernier souverain tahitien, Pōmare V cède après trois ans de règne les territoires du Protectorat à la France, en échange d'une rente viagère pour lui-même et trois personnes de sa famille et moyennant le maintien des symboles de sa royauté. Cette décision a été approuvée par l'ensemble des chefs de Tahiti. Les territoires tahitiens, réunis avec les autres possessions françaises, deviennent une colonie appelée « Établissements français de l’Océanie » jusqu’en 1957. La loi du 30 décembre 1880 confirme cette annexion et ce statut.
Pōmare V meurt en 1891 (Paul Gauguin qui vient d'arriver à Tahiti assiste à ses funérailles).

## Établissements français de l’Océanie de 1880 à 1946
Les îles du groupe Wallis-et-Futuna font partie des EFO[réf. nécessaire] (avec un résident à Wallis) ; cependant, elles sont à part en raison de l’inexistence d’autres liens avec la Polynésie française (et ne sont donc pas traitées ci-dessous).

### Débuts de la Troisième République

#### La fin du processus de colonisation
En 1887, la convention de Jarnac (1847) est abrogée et la France peut prendre en main les îles Sous-le-Vent qui sont soumises à un protectorat (1888), mais opposent une résistance tenace à la présence française, menée en particulier par le chef de Raiatea, Teraupoo. Elles n'entrent vraiment dans les EFO qu'en 1897 (annexion).
Les îles Gambier sont annexées en 1891, à la demande de leurs habitants.
Les îles Australes encore indépendantes sont aussi annexées à la même époque : Rapa en 1867 ; Rurutu en 1900 ; Rimatara en 1901.

#### Organisation administrative des EFO
Comme le Protectorat auparavant, les EFO dépendent du ministère de la Marine (Service des Colonies) jusqu'en 1894, date de création du ministère des Colonies, lequel fut le seul interlocuteur en métropole, dans la mesure où il a des services Santé, Instruction publique, etc.
La colonie est dirigée, à partir de 1881, par un gouverneur, représentant le président de la République. Les gouverneurs sont soit des officiers de Marine, soit des fonctionnaires civils de l'administration coloniale, issus de l'École coloniale créée en 1889. À partir de 1919, les gouverneurs viennent tous de cette école. Il y a 34 gouverneurs de 1880 à 1914, 18 de 1919 à 1939. Le gouverneur est logé dans le palais du Gouvernement.
L'organisation des EFO est précisée par deux décrets de décembre 1885, instituant un Conseil général (qui n'équivaut pas à ceux de métropole) et un Conseil privé du gouverneur, supprimés au début du XXe siècle (1903 et 1912). En 1903 est institué le Conseil d'administration, qui va durer jusqu'en 1932. Le Conseil d'administration, formé par huit fonctionnaires et trois notables (infra), a un rôle consultatif en matière économique et financière.
Les services administratifs (Affaires judiciaires, Douanes, Enregistrement, Contributions, Travaux publics, Instruction publique, Imprimerie, Port...) emploient un assez grand nombre de cadres métropolitains et des auxiliaires nommés et révoqués par le gouverneur (400 à 600 employés au total).
Les administrateurs de secteur sont au nombre de cinq (en 1939) : Tahiti, Tuamotu, Îles Sous-le-Vent, Australes, Marquises. Les circonscriptions inférieures (districts) sont administrées par des agents spéciaux qui sont souvent des gendarmes (ex. : Moorea, Tubuai-Raivavae...).

#### Institutions représentatives
Une Chambre de commerce est créée en 1880 (12 membres élus par les chefs d'entreprises) ; une Chambre d'agriculture en 1884 (13 membres dont 10 élus). Chaque chambre délègue un représentant au Conseil d'administration.
Papeete reçoit le statut de commune en 1890. La municipalité délègue un représentant au Conseil d'administration.
Les Conseils de districts ont 5 membres titulaires et 2 suppléants élus ; les présidents ou chefs de ces conseils sont nommés par le gouverneur. Ils n'ont pas de budget propre.

#### Évolution socio-économique des EFO
Les années 1880 sont marquées par une immigration de métropolitains, notamment le peintre Paul Gauguin.
Une nouvelle immigration chinoise a lieu à la fin du siècle.
En 1911 débute l'exploitation des gisements de phosphate de Makatea (îles Tuamotu) par la Compagnie française des phosphates d’Océanie (CFPO) qui fonctionnera jusqu'en 1966, atteignant un effectif de 3000 employés à son apogée.

### Première Guerre mondiale

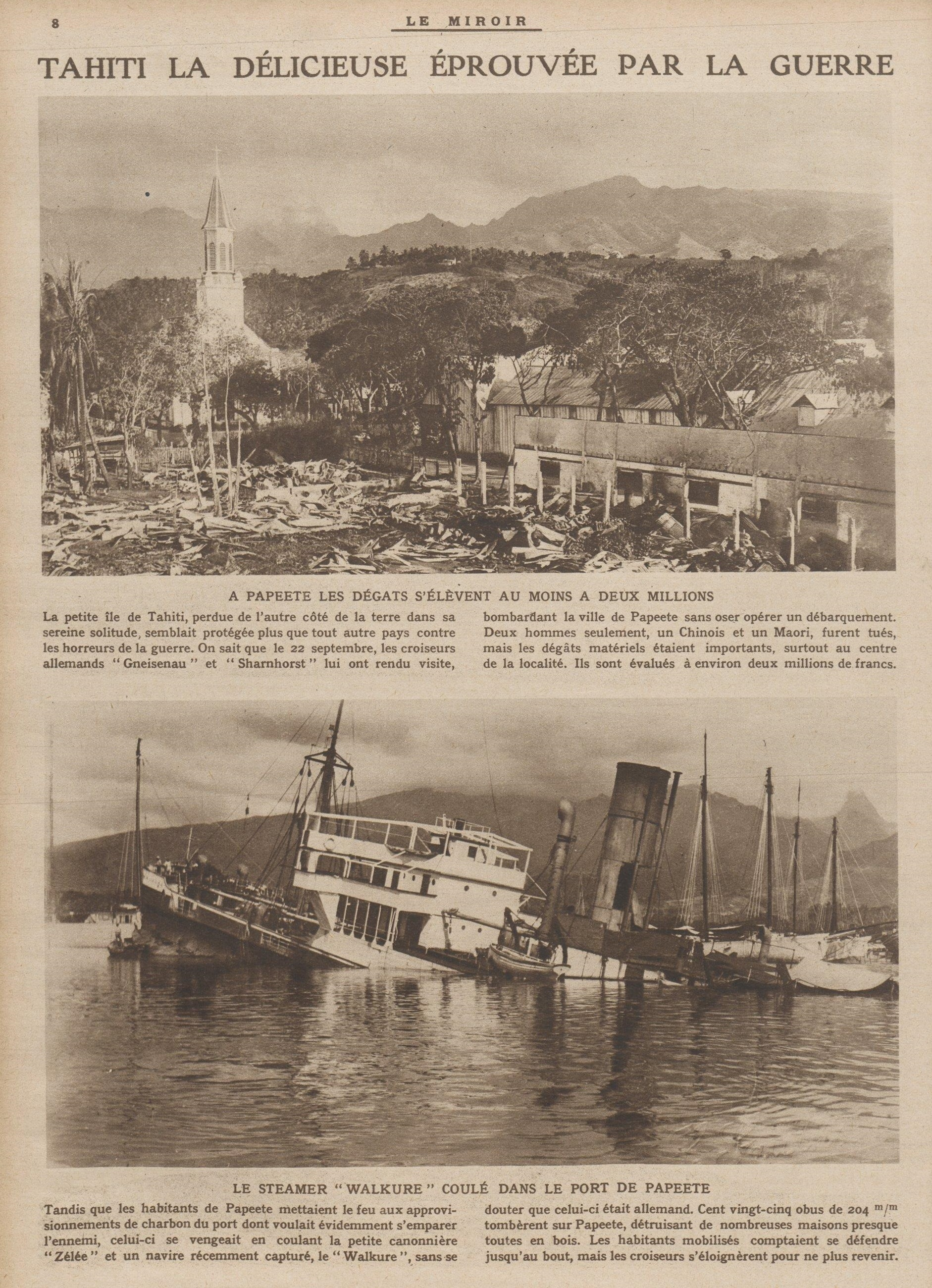
Les résultats du bombardement allemand sur Papeete du 22 septembre 1914.

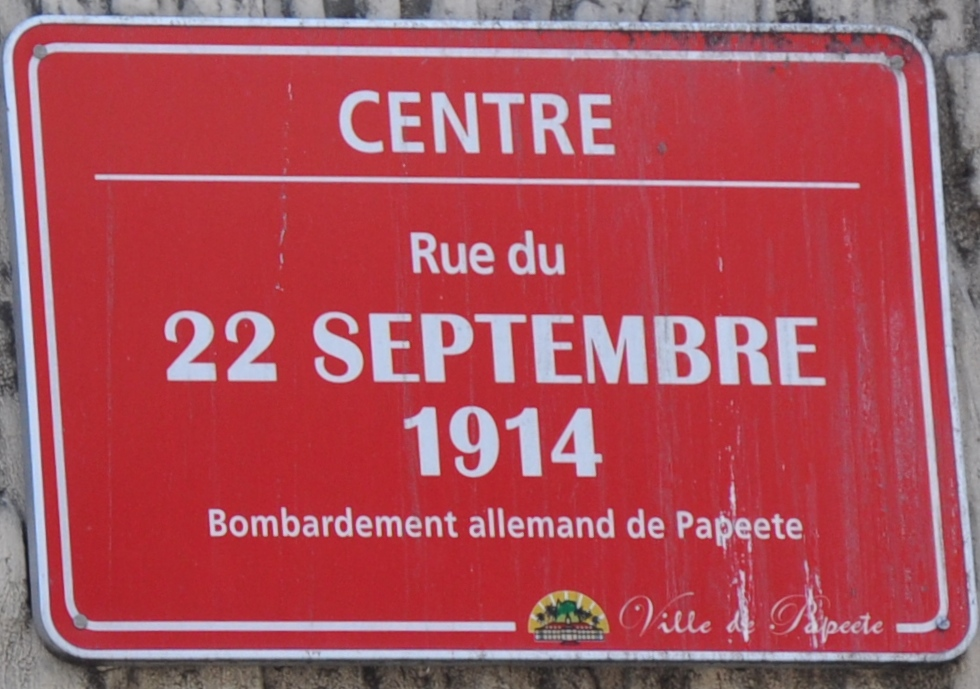
Une rue de Papeete rappelle le bombardement allemand du 22 septembre 1914.

En 1914, Papeete est bombardée par deux croiseurs de la Marine allemande qui cherche à s'emparer du stock de charbon. Celui-ci est incendié alors que les canons de marine, installé à terre, tirent sur les bâtiments allemands. En représailles, ceux-ci bombardent la ville puis se retirent. Un navire allemand saisi quelques jours plus tôt est coulé dans le port ainsi qu'une canonnière française.
Les EFO participent avec la Nouvelle-Calédonie au bataillon du Pacifique qui part combattre en Europe. 1000 soldats du bataillon viennent de Polynésie au cours de la guerre (parmi eux, Pouvanaa Oopa, de Huahine, engagé volontaire en 1917, qui combat sur le front de Champagne en 1918) ; 300 sont tués. Cette unité est dissoute en 1919.
En 1918-1919, le territoire est frappé par l'épidémie mondiale de grippe espagnole.

### Entre-deux-guerres

#### Organisation des EFO
En 1931, Uturoa reçoit le statut de commune mixte ; sa commission municipale est formée par 4 élus (2 Français et 2 autochtones), le président est nommé par l'administrateur des Îles sous le Vent.
En 1932, le Conseil privé est rétabli et le Conseil d'administration est remplacé par un conseil appelé « Délégations économiques et financières » (DEF) ; ces institutions fonctionnent jusqu'en 1945. Les DEF sont formés par 6 membres de droit (le maire de Papeete, les présidents des Chambres de commerce et d'agriculture, les administrateurs des ISLV, des Tuamotu, des Marquises) et 7 membres élus (dont des délégués de Papeete, d'Uturoa, et des deux Chambres).

#### Quelques personnalités
Pendant l’entre-deux-guerres, le futur leader autonomiste Pouvanaa Oopa, qui a eu une expérience de la démocratie en France après la fin de la guerre, commence une activité politique encore modeste. Rentré en juillet 1919, il se fixe à Tahiti où il reprend son travail de menuisier-charpentier tout en se manifestant comme une personnalité charismatique au sein de la société indigène. De religion protestante, il connaît très bien la Bible et ses discours sont fortement marqués par sa culture religieuse. Son action est dirigée contre les abus du système colonial, mais cela ne l’empêche pas de faire partie du Comité de la France libre en 1940.
Parmi les Européens, on peut noter le rôle de la famille Bambridge, à la tête de l'entreprise commerciale Bambridge Dexter et Cie avec Georges Bambridge (1887-1942), maire de Papeete de 1933 à 1941 et son frère Tony, tous deux membres du Comité pour la France libre en 1940. Une autre personnalité notable est le pasteur Charles Vernier (1883-1966), président du synode de l'Église protestante à partir de 1937.
On peut aussi citer l'homme d'affaires Emmanuel Rougier, mort à Tahiti en 1932, ancien membre de l'ordre des Maristes.

### Seconde Guerre mondiale
Durant l'été 1940, deux comités sont formés à Tahiti : le Comité des Français d'Océanie, pétainiste, et le Comité de la France libre qui est nettement plus important et impose au gouverneur Jean Chastenet de Géry, hésitant, mais plutôt pétainiste, la tenue d'un référendum ; celui-ci a lieu seulement à Tahiti et Moorea (2 septembre 1940) ; le résultat est massivement favorable à la France libre. Jean Chastenet de Géry est remplacé par un Comité provisoire de gouvernement, incluant Edouard Ahnne et Georges Bambridge, puis trois titulaires se succèdent comme gouverneurs de septembre 1940 jusqu'à l'arrivée de Georges Orselli en novembre 1941, ce qui traduit des tensions au sein du Comité : Emile de Curton, un médecin militaire, gouverneur de novembre 1940 à juin 1941, mène une politique cherchant à intégrer économiquement les Polynésiens dans le combat (projet de coopératives), ce qui va à l'encontre des intérêts économiques coloniaux, d'où son remplacement assez rapide. Le Bataillon du Pacifique est réactivé dans le cadre de la France libre.
Malgré l’engagement gaulliste de Pouvanaa Oopa et de son fils Marcel, qui, engagé dans le Bataillon du Pacifique, est gravement blessé à Bir Hakeim, le premier subit la persécution du gouverneur Orselli, en raison de ses critiques contre les abus de certains fonctionnaires ou commerçants. Il finit par être assigné à résidence à Huahine jusqu’au départ du gouverneur Orselli en décembre 1945.
De 1942 à 1945, Bora-Bora est le lieu d’implantation d’une importante base de l’armée américaine (environ 5000 soldats).

### Premiers députés: Charles Vernier (1945) et Georges Ahnne (1946)
Les Établissements français de l'Océanie (EFO) élisent leur premier député en octobre 1945 à l'occasion des élections à l'Assemblée constituante. Le scrutin a lieu entre un candidat proche du Parti communiste, un candidat plus ou moins vichyste et le pasteur Charles Vernier, qui est élu ; à l'Assemblée nationale, il s'inscrit au groupe « Résistance démocratique et socialiste », formé par les députés de l'UDSR de René Pleven et François Mitterrand. En juin 1946, pour la seconde Constituante, il laisse volontairement la place à un proche, Georges Ahnne (1903-1949), réélu à la Législative en octobre. Les deux hommes sont sur une ligne de maintien de la présence française et d'évolution du statut vers une certaine autonomie.
Pouvanaa Oopa s'est présenté aux élections pour la seconde constituante, mais ses voix n'ont pas été comptées. Son épouse, candidate contre Georges Ahnne à la Législative, obtient 37 % des voix.
L'Assemblée territoriale, qui remplace le Conseil général de 1885, est créée en 1945.
L'année 1945 voit aussi la création de la seconde municipalité élue des EFO, celle d'Uturoa, à Raiatea, qui s'ajoute à celle de Papeete.

## Les EFO sous la Quatrième République (1946-1958)
En 1946, dans le cadre de la Constitution de la IVe République et de l'Union française, les EFO deviennent un Territoire d'outre-mer et les Polynésiens obtiennent le droit de vote. Dès lors, le mouvement anticolonialiste s'affirme autour de la figure de Pouvanaa Oopa.
Les EFO ont désormais trois mandats électifs nationaux à pourvoir : député, sénateur et conseiller de l'Union française.

### Mouvement pouvaniste: du Comité Pouvanaa au RDPT
Le mouvement pouvaniste s’organise autour de la personnalité de Pouvanaa Oopa, surnommé metua (père). Mais il faut reconnaître l’importance de son bras droit : Jean-Baptiste Céran-Jérusalémy, qui joue un rôle d’organisateur : en février 1947, il lance le Comité de soutien à Pouvanaa (ou : Comité Pouvanaa). Son rôle est d’autant plus grand qu’il parle aussi bien tahitien que français, alors que Pouvanaa n’est pas parfaitement à l’aise en français.
L’action concrète des pouvanistes est toujours dirigée contre les abus des fonctionnaires métropolitains. On peut citer l’affaire du secrétaire général Lestrade au début de 1947. Puis en juin survient l’affaire dite de la Ville d’Amiens. Les manifestations organisées sur le port de Papeete contre la venue de trois fonctionnaires métropolitains sont réprimées par plusieurs arrestations, dont celle de Pouvanaa. Mais lors du procès en novembre 1947, les inculpés sont tous relaxés.
En août 1949, Pouvanaa est élu député à la suite du décès de Georges Ahnne. Il l'emporte contre Charles Vernier, qui s'est représenté pour barrer la route à un mouvement qu'il trouve trop radical. Cet épisode marque une rupture entre les élites protestantes et les Polynésiens.
Un véritable parti est créé en novembre : le RDPT (Rassemblement démocratique des populations tahitiennes). Pouvanaa sera réélu en 1951 et en 1956. Le RDPT remporte aussi les élections territoriales de 1953 (17 élus sur 25) et dans la foulée, les élections à l’Assemblée de l’Union française (Céran-Jérusalémy) et au Conseil de la République, dit « Sénat » (Jean Florisson, un métropolitain).
Cette domination du mouvement pouvaniste s’explique par son influence massive sur les Polynésiens des Iles de la Société, élément majoritaire en Polynésie française ; le RDPT apparaît comme le parti des protestants polynésiens, alors que les habitants des Marquises, qui sont catholiques, votent contre le RDPT. Quant aux non Polynésiens, ils votent aussi contre le RDPT, à quelques exceptions près.

### Mouvement anti-pouvaniste: Rudy Bambridge et l'Union tahitienne
En 1951, Charles Vernier quitte Tahiti pour la métropole, où, par ailleurs, il poursuit ses recherches sur la langue tahitienne, dont il est un spécialiste reconnu.
Le mouvement anti-autonomiste se cristallise dès lors autour d'une nouvelle figure : l'avocat Rudy Bambridge, fils de Tony Bambridge.
Comme il l’a expliqué en 1974, après son retrait de la vie publique, dans une interview aux Nouvelles de Tahiti, Rudy Bambridge, à la demande du gouverneur Petitbon, lance l’Union tahitienne, un parti de défense des intérêts français, lié lui aussi, au départ, à l’UDSR de François Mitterrand. Aux élections de 1956, Rudy Bambridge, président de l’UT, ne parvient pas à battre Pouvanaa Oopa, mais obtient tout de même 45 % des voix. Parmi les autres personnalités de l’UT, on trouve : Alfred Poroi, maire de Papeete depuis 1945, Frantz Vanizette, secrétaire général de l’UT, Gérald Coppenrath.
En 1956, le général de Gaulle fait, à titre privé, un bref passage à Tahiti (fin août-début septembre).

### La loi Defferre (1957): vers l'autonomie interne
La loi-cadre sur les Territoires d'outre-mer de l’Union française a pour promoteurs non seulement Gaston Defferre, mais aussi François Mitterrand et Félix Houphouët-Boigny. Votée le 23 juin 1956, elle ne prend effet dans les territoires concernés que le 22 juillet 1957, y compris les EFO par le décret n° 57-312 de cette date, suivi de la loi n° 57-836 du 26 juillet 1957, qui a également rebaptisé les EFO comme la Polynésie française.
Elle se traduit ici par la création d’un Conseil de gouvernement de cinq ministres ; ce Conseil est présidé par le gouverneur, mais avec un vice-président choisi parmi les ministres. Dans le premier Conseil de gouvernement, Pouvanaa Oopa occupe le poste de ministre de l’Intérieur et la fonction de vice-président.
Le RDPT remporte de nouveau les élections territoriales du 3 novembre 1957 avec 17 élus sur 30.

### Crise de 1958
En février 1958, l’assemblée territoriale vote la mise en place d’un impôt sur le revenu. Cette mesure suscite une intense opposition de la part des anti-pouvanistes. Rudy Bambridge prend contact dès mars 1958 avec le parti gaulliste en métropole, qui à cette époque (consécutive au retrait de de Gaulle et à la mise en sommeil du RPF) s’appelle Centre national des Républicains sociaux. Le correspondant de Bambridge à Paris est le secrétaire général Roger Frey, originaire de Nouvelle-Calédonie, qui envoie à Tahiti un émissaire : André Rives-Henrÿs.
Celui-ci réorganise l’UT lors d'une réunion le 17 avril 1958 : l’UT devient UTD (Union tahitienne démocratique), désormais officiellement liée au parti gaulliste de métropole.
Les 29 et 30 avril, à la reprise de la session de l’Assemblée territoriale, des manifestations relativement importantes ont lieu à Papeete, au terme desquelles, grâce à l’appui du gouverneur Camille Bailly, l’impôt sur le revenu est abrogé avant d’avoir été appliqué.
L’évolution politique en Algérie et en métropole au cours du mois de mai 1958 ne permet évidemment pas au RDPT d’essayer de surmonter cet échec.
En dehors de ces vicissitudes politiques, on peut signaler la notoriété de la Polynésie en raison des expéditions transocéaniques qui ont lieu durant cette période : celle de Thor Heyerdahl en 1947, du Pérou à l'île de Raroia aux Tuamotu ; celles d'Éric de Bisschop de 1956 à 1958, de Papeete au Chili, puis du Pérou à Rakahanga sur les îles Cook, où le navigateur trouve la mort. Entre-temps, un des membres de l'expédition du Kon-Tiki, le Suédois Bengt Danielsson, étudie longuement l'atoll de Raroia, sujet de plusieurs de ses livres et de sa thèse de doctorat, Work and Life on Raroia (1955 ; traduction en français en 2002). Il s'installe à Tahiti en 1953.

## La Polynésie sous laVeRépublique: avec le général de Gaulle (1958-1969)

### Débuts du nouveau régime
En 1958, dans le cadre de la constitution de la Ve République et de la Communauté française, la Polynésie française, en donnant une majorité de Oui lors du référendum constitutionnel, opte pour le maintien du statut de Territoire d'outre-mer (comme à la même date les autres membres de l'Union française, à l'exception de la Guinée).
Le RDPT face au régime du général de Gaulle
Pour la Polynésie française, le retour au pouvoir du général de Gaulle marque un recul du point de vue du statut : le conseil de gouvernement est maintenu, mais ses membres perdent le rang de « ministres », devenant des « conseillers de gouvernement » et la vice-présidence revient au secrétaire général du gouverneur.
D’autre part, le RDPT connaît plusieurs difficultés :
- alors qu’il a préconisé le NON au référendum constitutionnel du 28 septembre 1958, c’est le OUI qui l’emporte ;
- Jean-Baptiste Céran-Jérusalémy, qui a été partisan, pour des raisons tactiques, du OUI, quitte le RDPT et fonde un autre parti indépendantiste, le Pupu Tiama Maohi (Parti indigène de l’indépendance), avec une publication mensuelle Te Aretai.

Les médias en Polynésie française au début de la Ve République
Le principal média est la radio d’État, Radio Tahiti, intégrée à l’ORTF à partir de 1964.
En ce qui concerne la presse, on ne trouve jusqu’en 1957 que des mensuels ou des hebdomadaires émanant de groupes notamment religieux.
Le premier quotidien apparaît en 1957 : Les Nouvelles (au départ sous la forme d’un bulletin ronéotypé).
En 1958 apparaît l’hebdomadaire Les Débats, dirigé par un journaliste métropolitain, Jacques Gervais.
En avril 1963 est fondé le quotidien Le Journal de Tahiti, dirigé par Philippe Mazellier.
Un autre quotidien apparaît en 1964 : La Dépêche de Tahiti.
Enfin, en 1964, à l’occasion d’une visite du ministre de l’Information, Alain Peyrefitte, est annoncée la création d’une station de télévision qui est opérationnelle à la fin de 1965, pendant la campagne des élections présidentielles.
La deuxième crise de 1958. L'incarcération de Pouvanaa.
Peu après la victoire gaulliste au référendum, le gouverneur Bailly dissout le Conseil de gouvernement le 8 octobre 1958 et Pouvanaa est arrêté le 11, en dépit de son statut de parlementaire, ainsi que 13 autres membres du RDPT. Leur procès a lieu seulement en octobre 1959. Pouvanaa est condamné à 8 ans de prison

et à 15 ans d’interdiction de séjour
. Il est déchu de ses mandats ; en juin 1960, son fils Marcel Oopa est élu député, et sa brue Céline Oopa conseiller territorial. Après la mort de Marcel Oopa le 14 juillet 1961, son suppléant John Teariki

le remplace.
Le mandat de sénateur Polynésie française est conquis par l’UTD Gérald Coppenrath en 1959.

### La Polynésie française à l'heure du Centre d'expérimentations du Pacifique
L’année 1959 est celle d'une nouvelle phase de la modernisation du territoire : la construction de l’aéroport international de Papeete-Faaa est décidée, dans le but de favoriser le développement du tourisme, qui ne concerne encore que quelques milliers de personnes alors qu’Hawaii reçoit déjà 600 000 visiteurs par an. L’aéroport est achevé en 1961.
Deux ans plus tard, commencent les grands travaux de l'installation du Centre d'expérimentations du Pacifique
Les origines du CEP
En 1961 et 1962, une certaine opacité règne sur les tenants et les aboutissants des opérations concernant les essais nucléaires français dans le Pacifique. Des témoignages ultérieurs montrent que les îles Gambier ont dès 1957 été envisagées comme lieu d’expérimentation. La priorité a cependant été donnée au Sahara, jusqu’en 1961. La réorientation vers la Polynésie résulte de la perspective de devoir quitter l’Algérie ; effectivement, en 1962, les accords d’Evian donnent à la France un délai de 5 ans pour l’utilisation des installations sahariennes (les derniers essais y auront lieu en 1966). Le CEP est créé le 27 juillet 1962 par le Conseil de défense, sans que soit publiquement indiquée la nature des expérimentations (nucléaires ou spatiales).
La question nucléaire et la crise de l’UTD. Le départ d’Alfred Poroi
Les études à propos des îles Gambier ont commencé en 1961, mais de façon plus ou moins détournée. Dans l’ensemble, la population du territoire, familiarisée avec le problème nucléaire en raison des essais américains et britanniques dans le Pacifique (de 1946 à 1962, à Bikini, Eniwetok et Christmas), est peu enthousiaste pour l’installation d’un centre nucléaire.
L’attitude peu claire du gouvernement français suscite en 1962 un désaccord entre Rudy Bambridge et Alfred Poroi. En juin 1962, l’UTD devient Union tahitienne-UNR (nom du parti gaulliste fondé en 1958) dont Poroi est exclu : il reprend alors l’UTD, avec ses bases électorales de Papeete et Raiatea. Il l’emporte largement aux élections sénatoriales de 1962 (le mandat de Polynésie française fait partie du tiers renouvelable), avec 32 voix contre 20 à Gérald Coppenrath et 10 au RDPT Jacques Drollet.
Aux élections territoriales d'octobre 1962, le RDPT n’a plus que 14 sièges, mais peut former une coalition avec l’UTD maintenue (5 sièges) et 2 indépendants (Céran-Jérusalémy et Colombani). Le président de l’Assemblée territoriale est le RDPT Jacques Tauraa.
Au référendum du 28 octobre 1962 sur l’élection au suffrage universel du Président de la République, le OUI l’emporte par 14 000 voix contre 9 000, mais il y a eu 11 000 abstentions.
L'année 1963 et les problèmes de la mise en place du CEP
La mise en route du CEP marque fortement l’année 1963, sur les plans pratique (début des travaux en juillet) et politique.
Le 3 janvier 1963, une délégation de l’Assemblée territoriale à Paris reçoit confirmation du caractère nucléaire de la base des Gambier, à l’occasion d’une rencontre avec le général de Gaulle. Cette nouvelle va entraîner un certain nombre de réactions des élus territoriaux, sur trois plans :
- le problème de la sécurité sanitaire ;
- le problème de la présence de nombreux militaires, notamment d’éléments de la Légion étrangère ;
- le problème du statut du territoire.

Jean-Baptiste Céran propose une motion visant à obtenir un statut de république indépendante associée avec la France.
Le ministre de l'Outre-mer, Louis Jacquinot, est en Polynésie du 30 juin au 7 juillet 1963. La plus grande partie du séjour a un aspect protocolaire et touristique ; Louis Jacquinot ne se trouve confronté à l’Assemblée territoriale que le 1er juillet ; le résultat de l'entrevue est très décevant pour les autonomiste.
Vers l'indépendance ?
Le congrès du RDPT a lieu immédiatement après cette visite, les 8 et 9 juillet ; les participants se positionnent sur :
1. la nécessité de la libération de Pouvanaa
2. la perspective de l'indépendance. Les désaccords entre les dirigeants (Jacques Drollet et Jacques Tauraa) sur les modalités de cette indépendance amènent le report du sujet à un congrès extraordinaire après avoir pris l’avis de Pouvanaa.

En juillet, deux délégations se trouvent en métropole : une pour le 14 juillet (avec Céline et Pita Oopa, neveu de Pouvanaa), une dans le cadre d'une visite des sites d’essais sahariens (avec Jean-Baptiste Céran). À la fin de juillet, ces trois personnalités obtiennent le droit de visiter Pouvanaa à Pierrefonds. Celui-ci préconise l’organisation d’un référendum territorial sur le sujet de l’indépendance.
Le 1er septembre 1963, l’Église protestante de Polynésie devient indépendante de la Société des missions évangéliques de Paris ; elle est désormais dirigée par un synode formé de pasteurs polynésiens, dont le premier président est Samuel Raapoto. Cette évolution est intéressante pour le RDPT à la fois sur un plan symbolique et sur un plan pratique, étant donné les liens nombreux qui existent entre le parti et l’Église protestante.
La crise de l’automne 1963. Dissolution des partis indépendantistes
À l’automne 1963, s’ouvre la session budgétaire de l’Assemblée territoriale. Très rapidement il apparaît que le budget ne sera pas prêt avant le début de 1964. Le RDPT décide alors de ne pas attendre et convoque un congrès extraordinaire pour le 2 décembre 1963. En réponse, dès le 6 octobre, le gouvernement français, à la demande du gouverneur, procède à la dissolution du RDPT, et, dans la foulée, à celle du parti de Jean-Baptiste Céran (celui-ci recrée immédiatement un nouveau PTM : Pupu Tahoeraa Maohi). Le même jour, le gouverneur prend aussi un arrêté d’interdiction de séjour à l’encontre du député de Nouvelle-Calédonie, proche de Pouvanaa Oopa et adversaire des essais nucléaires, Maurice Lenormand.
La crise du début 1964. Départ de Jacques Drollet
Après le règlement en février 1964 de la question budgétaire, une crise se noue sur la question du statut de Moruroa, qui n’avait encore pas été soulevé. L’atoll, considéré comme terre domaniale, releve, depuis la loi Defferre, de la compétence de l’Assemblée territoriale. La commission permanente de l'Assemblée est saisie et vote la cession gratuite au CEP. Le conseiller RDPT Jacques Drollet ayant voté contre l’avis de son parti, est immédiatement exclu. Le gouverneur Grimald valide la proposition de la commission permanente, désormais considérée comme légale, malgré son invalidation par l’Assemblée territoriale.
Les grands travaux du CEP et leurs conséquences
Les travaux sont effectués par l’Armée (Génie), notamment la Légion étrangère, et par plusieurs sociétés privées (Dumez, Grands Travaux de l'Est, etc.). Les travailleurs non qualifiés sont pour une part recrutés à l’extérieur, mais la plupart sont des Polynésiens. Dans l’ensemble, les travaux occasionnent la venue de 7000 personnes extérieures et provoquent un « exode rural » des îles vers Papeete.
Les travaux ont lieu sur quatre points :
- Moruroa : « site d’essais ». Aménagement de la passe, aérodrome, construction de deux gigantesques blockhaus d’observation automatique ;
- Fangataufa : « site d’essais » ;
- Hao : « base avancée ». Cet atoll est le seul habité des trois, avec 200 habitants à l'origine et 600 en 1965. Aérodrome de classe internationale, aménagement de la passe, laboratoire du CEA (professeur Rocard) ;
- Papeete : la ville (21 000 habitants en 1961) a été choisie comme « base arrière » du CEP, ce qui implique un accroissement important de population (encadrement militaire de l’opération, militaires en permission, travailleurs extérieurs, familles des travailleurs polynésiens sur les autres sites). La ville connaît une crise du logement avec apparition d’habitat précaire (camp de toile du CEP, bidonvilles). À Papeete, les travaux concernent : l’extension du port (achevée en 1966) ; l’édification de casernes et de « cités » pour les militaires et les expatriés.

Il semble que les années 1964-65 soient marquées par des tensions entre Polynésiens et militaires, notamment en raison du niveau élevé des rémunérations des personnels extérieurs et des effets d’éviction que cela provoque. Au début de 1966, une polémique éclate à propos d’un projet de maisons closes, finalement écarté par le ministre des Armées.

### Évolution de la vie politique dans les années 1965-69
Les élections municipales de 1965. Gaston Flosse maire de Pirae.
Un changement important est dû à la création de deux nouvelles municipalités, par démembrement de Papeete : Pirae et Faaʻa.
À Pirae, commune à forte présence de métropolitains du CEP, les élections sont emportées par Gaston Flosse, un des jeunes leaders de l’UT-UNR.
À Faaa, c’est un indépendant qui est élu : Francis Sanford qui, peu après, crée son propre parti : Te Ea Api.
À Papeete, les élections de 1965 sont remportées par Alfred Poroi, mais le scrutin est cassé et de nouvelles élections ont lieu en octobre 1966 : Poroi est battu par Georges Pambrun.
Les élections présidentielles de 1965. Création du Pupu Here Aia.
Les élections présidentielles de décembre 1965 provoquent une dissension au sein de l’ex-RDPT : la plupart des conseillers territoriaux soutiennent le général de Gaulle alors que John Teariki prend catégoriquement parti pour François Mitterrand. Il semble que la campagne électorale, marquée par la mise en route de la station de télévision promise par Alain Peyrefitte en 1964, ait été biaisée au détriment de Teariki. Au second tour, de Gaulle l’emporte par 60 % des voix, ce qui est relativement faible, mais tout de même supérieur aux 55 % de la métropole.
Début 1966, a lieu le premier congrès du parti de John Teariki, le Pupu Here Aia (Parti des patriotes). Les "gaullistes" de l'ex-RDPT sont évincés, notamment Jacques Tauraa.
Les élections législatives de mars 1967. Francis Sanford député de Polynésie.
Trois candidats s’opposent : John Teariki, Francis Sanford et Nedo Salmon (UT-UNR).
Au second tour, l’UNR-métropole soutient Francis Sanford pour barrer la route à Teariki alors que l’UNR locale se méfie de lui. Sanford est élu de peu ; inscrit dans le groupe des Républicains indépendants de Valéry Giscard d'Estaing, il donne à la majorité présidentielle (UNR-RI) la voix qui lui manquait pour atteindre la majorité absolue.
Mais Francis Sanford met très vite l’accent sur la nécessité d’un changement de statut pour la Polynésie ; un projet ayant été repoussé à l’Assemblée en l’absence des députés RI, il quitte le groupe pour devenir non-inscrit avant de rallier le PDM de Jacques Duhamel, où il se trouve avec Rock Pidjot, député de Nouvelle-Calédonie.
Les élections territoriales de 1967. Alliance Sanford-Teariki.
Elles occasionnent un renouvellement important du personnel politique.
Le parti de Sanford, Te Ea Api, obtient 9 élus ; le Pupu Here Aia 7 ; l’UT 7 ; l’UTD 3. Des 4 élus indépendants (Frantz Vanizette, Charles Taufa et 2 chefs locaux), un se rallie au Te Ea Api.
Disparaissent de l’Assemblée territoriale : Jean-Baptiste Céran ; Jacques Drollet ; Jacques Tauraa.
En revanche on peut noter l’apparition de :
- Henri Bouvier (PHA), beau-frère de John Teariki[26]
- Jean Meillond (TEA) qui est élu président de l’Assemblée.
- Daniel Meillond, son neveu.

Une alliance est établie entre Sanford et Teariki, qui vont vainement essayer de faire avancer la question du statut et d’obtenir la libération de Pouvanaa. Ils échouent aussi dans une nouvelle tentative d'établir l'impôt sur le revenu, à laquelle s'opposent de nouveau des manifestations. En mars-avril 1968, une délégation de Polynésie et de Nouvelle-Calédonie se rend à Paris. Le gouvernement oppose un refus à toute discussion, alors que l'année même, il a dû accorder une forte autonomie aux Comores et à Djibouti. Le Premier ministre, Georges Pompidou se montre particulièrement borné sur la question de la Polynésie, en ce qui concerne le statut comme les essais nucléaires. En revanche, des contacts intéressants ont lieu avec la FGDS de Gaston Defferre et François Mitterrand.
Mai 68 et les élections législatives de juillet 1968
Les événements de mai épargnent presque totalement la Polynésie française.
Mais, aux élections, qui ont lieu avec 15 jours de retard sur la métropole, Francis Sanford, dont le suppléant est John Teariki, l’emporte dès le premier tour, écrasant le candidat gaulliste Nedo Salmon, alors qu'en métropole, l'UDR (nouveau nom de l'UNR) a obtenu trois-quarts des sièges.
L'après-Mai. Le retour de Pouvanaa.
La fin de l'année 1968 est marquée par le retour de Pouvanaa en Polynésie. Il bénéficie d'une grâce présidentielle à l'occasion du 11 novembre. On peut penser que cette grâce est due, au moins pour une part, à l'intransigeance manifestée par Francis Sanford, en particulier dans un courrier adressé à Jacques Foccart au début de novembre.
L'échec du gaullisme en Polynésie
Le début de 1969 est essentiellement consacré à la préparation du référendum voulu par le général de Gaulle sur la régionalisation et le Sénat, qui intéresse directement la Polynésie française. La réforme prévoit d'abord l'adjonction de représentants des organisations professionnelles aux élus de l'Assemblée territoriale, puis la possibilité de cette adjonction. Les partis autonomistes expriment leur refus de cette évolution. Le 27 avril, les votants polynésiens donnent la majorité au NON, comme la métropole, résultat qui entraîne la démission du président de Gaulle. Lors des élections présidentielles qui s'ensuivent, Alain Poher obtient la majorité des votes polynésiens, ce qui marque une rupture par rapport à la tradition gaulliste de la Polynésie française.
Le statut des habitants d'origine chinoise
À cette époque, ils sont nombreux à être soit apatrides, soit citoyens de Taïwan. La reconnaissance de la Chine populaire par la France en 1964, et la rupture consécutive avec Taiwan, nécessite une mise au point de leur statut dans le territoire. La décision est prise de les autoriser à obtenir la nationalité française par naturalisation (le gouverneur étant responsable en dernier ressort), procédure qui avait été abandonnée en 1933. Les partis autonomistes étaient d'ailleurs favorables à la normalisation de leur situation. Dans l'ensemble les citoyens d'origine chinoise soutiennent cependant majoritairement l'Union tahitienne.

## La Polynésie sous laVeRépublique: après de Gaulle (depuis 1969)

### Présidence de Georges Pompidou (1969-1974)
Le blocage institutionnel du gouvernement Chaban-Delmas
L'arrivée à la tête du gouvernement de Jacques Chaban-Delmas, personnalité supposée libérale, est plutôt négative pour les autonomistes : il prend pour chef de cabinet le gouverneur de Polynésie Jean Sicurani et nomme gouverneur (janvier 1970) Pierre Angeli, chef de cabinet des Ministres de l'Outre-Mer depuis 1966 : deux personnages hostiles à toute évolution statutaire. Cette situation de blocage est confirmée lors de la visite du ministre Henri Rey en septembre 1970, peu après une nouvelle campagne d'essais : comme il élude sous des prétextes protocolaires toute entrevue avec les élus de l'Assemblée territoriale, ceux-ci arborent ostensiblement en représailles le drapeau tahitien aux côtés du drapeau français, ce qui aboutit à un incident à l'aéroport au moment du départ du ministre.
La généralisation du régime communal
Par ailleurs, au cours de sa visite, Henri Rey annonce l'intention du gouvernement de créer une trentaine de nouvelles communes. L'opposition de l'Assemblée territoriale amène le blocage de cette réforme par le Sénat à la fin de 1970.
Une loi amendée finit par être votée en décembre 1971 : elle crée 44 nouvelles communes. Les élections y ont lieu en juillet 1972 et les élus sont généralement des personnalités locales apolitiques.
Apparition d'un indépendantisme radical
Au début de 1972, l'affaire du "commando Teraupoo" indique l'apparition d'une mouvance indépendantiste radicale : il s'agit d'un vol de caisses de munitions dans la caserne du BIMAT par un groupe de jeunes gens parmi lesquels Charlie Ching, un neveu de Pouvanaa. Arrêtés, les prévenus sont à l'origine d'une mutinerie à la prison de Nutaania, la nouvelle prison de Papeete. Ils sont condamnés à plusieurs années de détention.
Les essais nucléaires
Après la campagne de 1971, la protestation s'accentue dans les pays du Pacifique, notamment les pays andins. Il semble que les études en vue d'essais souterrains commencent cette année-là, en particulier à Eiao dans les Marquises, site qui ne sera pas retenu.
L'année 1972 voit la première intervention extérieure, avec le voilier Greenpeace III conduit par David McTaggart au nom de l'organisation Greenpeace, de constitution alors très récente. Le bateau est arraisonné dans la zone d'interdiction, puis reconduit vers les îles Cook. En novembre, l'Assemblée générale de l'ONU condamne les essais français en Polynésie.
En 1973, l'activisme antinucléaire se développe avec l'intervention de personnalités de métropoles. D'une part Jean-Jacques Servan-Schreiber, avec 3 autres députés, participe à Papeete au meeting organisé le 23 juin par les leaders autonomistes ; d'autre part, le voilier Fri conduit par David Moodie prend à son bord 4 Français (dont le général Jacques de Bollardière et Brice Lalonde). Le navire est arraisonné, ainsi que de nouveau le Greenpeace III. À la fin de l'année, le gouvernement français publie un Livre blanc pour justifier les essais.
Les événements politiques
En 1971, les élections municipales dans les 4 municipalités renforcent les autonomistes qui gagnent la totalité des sièges à Papeete, où Georges Pambrun est réélu. Dans ces conditions, Pouvanaa, amnistié (mais non réhabilité), se présente aux élections sénatoriales et est élu contre un ancien membre du RDPT, Emile Le Caill.
Rudy Bambridge se retire de la vie politique et laisse la direction de l'UT à Gaston Flosse.
Formation du parti Autahoeraa (Union) par des dissidents de l'UT-UDR : Charles Taufa, Frantz Vanizette.
En septembre 1972, les élections territoriales donnent 13 sièges aux autonomistes et 9 aux gaullistes. Mais c'est tout de même l'UT-UDR qui forme une coalition avec les autres élus (4 d'Autahoeraa et 4 indépendants), ce qui met fin à une longue période de domination autonomiste. Gaston Flosse est élu président de l'Assemblée territoriale.
Aux élections législatives de 1973, Francis Sanford est reconduit contre Gaston Flosse et Charles Taufa.
Aux élections présidentielles de 1974, les autonomistes soutiennent François Mitterrand, qui s'est engagé à mettre fin aux essais nucléaires aériens, l'UT Jacques Chaban-Delmas et Autahoeraa Valéry Giscard d'Estaing. En Polynésie, François Mitterrand est légèrement majoritaire, malgré son alliance avec le PCF, qui a été un thème de propagande important durant la campagne.

### Présidence de Valéry Giscard d'Estaing (1974-1981)
Les essais nucléaires
L'année 1974 est marquée par la poursuite des essais nucléaires, ce qui entraîne l'exclusion du gouvernement Chirac de Jean-Jacques Servan-Schreiber, ministre des Réformes, à la suite d'une déclaration faite en conférence de presse.
En 1975, les premiers essais souterrains sont réalisés à Fangataufa.
Développement de l'indépendantisme
Plusieurs formations apparaissent durant cette période : Te Taata Tahiti Tiama, créé par Charlie Ching (libéré en octobre 1975) ; Indépendance des territoires polynésiens ; E amui Tatou no te Tiamaraa Tahiti ; mais surtout les deux destinés à prendre de l'importance :
- Ia Mana te Nunaa, d'orientation socialiste autogestionnaire, créé en novembre 1975 par Jacqui Drollet ;
- le Front de libération de la Polynésie (FLP), créé en 1977 par Oscar Temaru (Tavini Huiraatira depuis 1983).

L’année 1977 est aussi marquée par la seconde affaire de violence politique : le 12 août, attentat contre la Poste de Papeete ; le 27, assassinat d’un homme d’affaires métropolitain, ancien militaire, Pierre d’Anglejean. Assez rapidement, la police identifie les coupables, membres d’un groupuscule Te Toto Tupuna (Le sang des ancêtres). Il apparaît que l’attentat contre la Poste a été substitué à un plasticage du palais du gouvernement où se trouvait en visite le ministre Olivier Stirn. Le procès a lieu en janvier 1979 ; des peines de prison de 5 à 20 ans sont prononcées.
La crise de 1975-77 et le changement de statut de la Polynésie
Le responsable de l'Outre-Mer sous Valéry Giscard d'Estaing, Olivier Stirn, envisage très vite un changement de statut pour le territoire et établit des relations assez cordiales avec les leaders autonomistes. C'est durant cette phase de discussions que Autahoeraa se rapproche des autonomistes jusqu'à leur donner la majorité (formation de la coalition du Front uni) à l'Assemblée territoriale (mars 1975). Cependant, le projet proposé par Olivier Stirn à l'automne 1975 ne paraît pas acceptable aux autonomistes.
Une crise politique s'enclenche alors parce que l'UT-UDR, ayant attiré à elle 3 élus autonomistes, regagne la majorité à l'Assemblée territoriale. À partir du 19 novembre 1975, le président de l'Assemblée, Frantz Vanizette (Autahoeraa), réplique en refusant de la convoquer, afin de forcer une dissolution ; mais celle-ci est refusée par le gouvernement de Jacques Chirac. La crise s'aggrave en juin 1976, début d'une nouvelle session, ce qui donne au gouverneur le droit de convoquer la première séance de l'Assemblée. Les autonomistes décident alors d'occuper les locaux de l'assemblée. Pour accroître la pression, Francis Sanford démissionne de son mandat de député ; les élections partielles le reconduisent dès le premier tour (22 000 voix contre 10 000 à Gaston Flosse et 2 500 à Charles Taufa). L'occupation va tout de même durer jusqu'au début de 1977 ; c'est la dernière action militante de Pouvanaa qui décède le 10 janvier 1977. Peu après, Michel Poniatowski, ministre de l'Intérieur dans le gouvernement de Raymond Barre, engage des négociations avec l'ensemble des partis polynésiens, ce qui permet d'arriver à un accord acceptable par tous. Le gouvernement dissout l'Assemblée (mars 1977) et les élections (29 mai) donnent la majorité au Front Uni.
Le 12 juillet 1977, la Polynésie française reçoit enfin son nouveau statut, dit d'autonomie de gestion, voté à l'unanimité par le Parlement. Changements : le gouverneur devient haut-commissaire chef du territoire ; le Conseil de gouvernement est formé par 7 membres responsables individuellement, élus par l'Assemblée, dont un vice-président ; celui-ci préside à la place du haut-commissaire lorsque sont évoqués des sujets de la compétence territoriale : Travaux publics, Enseignement primaire, Santé, Prisons, Taxes douanières et portuaires. En fait le gouvernement central conserve de vastes compétences.
Évolution politique dans le cadre du nouveau statut
En 1977, la circonscription législative de Polynésie est scindée en deux : Tahiti-ouest (avec les Australes et les Iles sous le Vent) et Tahiti-est (avec les Tuamotu, les Gambier et les Marquises). Aux élections de mars 1978, ce découpage, largement fondé sur une répartition entre catholiques et protestants, permet à Gaston Flosse d'être élu député pour Tahiti-est tandis que l'autre circonscription reste au candidat du Front Uni, Jean Juventin, (Pupu Here Aia), qui a remplacé Georges Pambrun à la mairie de Papeete. Ni Francis Sanford ni John Teariki n'ont été candidats, préférant occuper des fonctions territoriales, respectivement vice-président du Conseil de gouvernement et président de l'Assemblée territoriale.
La même année, l'Union tahitienne (Tahoeraa maohi) devient le Tahoera Huiraatira (Rassemblement populaire), section polynésienne du RPR (nouveau nom de l'UDR après sa prise en main par Jacques Chirac). La période 1977-1981 est marquée par un rapprochement sensible de Gaston Flosse vis-à-vis des positions autonomistes.
En février 1980, à la suite d'accidents survenus à Moruroa durant l’été 1979 et à l’attitude peu franche des autorités sur ce sujet, Gaston Flosse décide profiter de ses relations avec Jacques Chirac pour faire avancer la cause d’une évolution du statut. En février 1980, il lui transmet un projet assez proche du futur statut qui donne lieu à une proposition de loi du 13 mai 1980 (non votée).
Élections présidentielles de 1981
En 1978, le PS a adopté le point de vue gaulliste sur la force de frappe, notamment sous l’influence de Charles Hernu. Dans ces conditions, les autonomistes n’ont plus de motif de soutenir la candidature de François Mitterrand ; anticipant une victoire de Valéry Giscard d’Estaing, ils décident de soutenir celui-ci ; le soutien à François Mitterrand est repris par les indépendantistes, tandis que le Tahoeraa soutient logiquement Jacques Chirac. Le 10 mai (second tour), Giscard d'Estaing obtient 76 % des voix exprimées en Polynésie.
Le tahitien (reo maohi) est devenu langue officielle régionale en 1980.

### Présidences de François Mitterrand (1981-1995)
Élections législatives anticipées de 1981
Gaston Flosse est réélu dans la circonscription Est ; dans la circonscription Ouest, Jean Juventin paraît menacé face à Alexandre Léontieff, dirigeant montant du Tahoeraa, du fait des nombreuses candidatures indépendantistes. Il est tout de même réélu.
Évolution générale
C’est une période assez complexe. D’une part la popularité du Front uni est en baisse en raison du bilan limité de son action gouvernementale locale ; d’autre part Gaston Flosse assume de façon assez crédible des principaux éléments du programme du Front uni. Enfin, celui-ci connaît des vicissitudes : en 1982 Te Ea Api subit une scission menée par son secrétaire général, Émile Vernaudon, maire de Mahina, qui fonde Ai'a Api. D'autre part, Autahoeraa devenu Parti social démocrate de Polynésie (début 1980), abandonne l'alliance, menant une campagne à part pour les  élections territoriales de 1982.
Les élections territoriales (mai 1982)
Elles sont marquées par la chute des positions du Front uni et l'apparition d'élus indépendantistes. Le résultat des élections est donc assez favorable au Tahoeraa :
- Tahoeraa : 13 élus
- Pupu Here Aia : 6 élus
- Te Ea Api : 1 élu (Francis Sanford)
- MSD : aucun élu
- Aia Api : 3 élus
- Ia Mana : 3 élus
- Indépendants (maires) : 4  élus

À la suite de ces élections, Gaston Flosse conclut une alliance avec Emile Vernaudon : le premier devient vice-président du Conseil de gouvernement, le second président de l’Assemblée territoriale.
La fin 1982
Des négociations statutaires sont engagées dès juin avec le gouvernement, spécialement avec Gaston Defferre (Intérieur) et Henri Emmanuelli (DOM-TOM) ; le statut envisagé par ce dernier en novembre est en retrait sur les attentes ; les discussions ultérieures, avec un contre-projet du sénateur Daniel Millaud provoquent une rupture entre Gaston Flosse et Emile Vernaudon. Flosse maintient cependant sa majorité grâce à des indépendants et aux autres élus de Aia Api.
L’année 1983. Élections municipales. Décès de John Teariki
De décembre 1982 à mars 1983, la Polynésie française subit une séquence exceptionnelle de 4 cyclones. L’attitude de Gaston Flosse à cette occasion accroît sa popularité, ce qui assure au Tahoeraa un succès d'ensemble aux élections municipales (mars), qui permettent par ailleurs à Oscar Temaru de devenir maire de Faaa ; Jean Juventin est tout de même reconduit comme maire de Papeete. Il devient président du Pupu Here Aia après le décès accidentel de John Teariki.
Le statut de 1984
Le 9 septembre 1984, à la suite des lois de décentralisation de 1982 (dites elles aussi lois Defferre), le territoire bénéficie d'un changement de statut. Notamment : le haut-commissaire cesse d'être président du conseil de gouvernement, dont les membres obtiennent le statut de ministres. Désormais il y a un véritable gouvernement de la Polynésie française, avec un premier ministre, dont le titre est Président du gouvernement : le premier est Gaston Flosse. Par ailleurs, le nombre de membres de l'Assemblée est porté à 41.
Le CEP sous François Mitterrand
Il faut reconnaître que l'attitude gouvernementale ne change pas vraiment, malgré une certaine ouverture aux demandes des partis polynésiens, désormais sur des positions communes ; la première présidence de François Mitterrand est même marquée par l'affaire du Rainbow Warrior (1985), dans laquelle le ministre de la Défense, Charles Hernu, a joué un rôle essentiel.
Les essais nucléaires sont donc poursuivis jusqu'en 1992, où une suspension d'un an est décidée.

## Personnalités de Polynésie française
Cette rubrique a été affectée à une page spéciale homonyme, qui comprend les listes suivantes :
- Responsables du protectorat
- Gouverneurs
- Hauts commissaires
- Députés
- Sénateurs

ainsi que les biographies sommaires de quelques personnalités (Charles Vernier, Rudy Bambridge, Alfred Poroi, Gérald Coppenrath, John Teariki, Frantz Vanizette (en)) et la présentation des familles notables du territoire (famille Bambridge).

#### Droit international
- Déclaration sur l'octroi de l'indépendance aux pays et peuples coloniaux
- Comité spécial de la décolonisation
- Liste des territoires non autonomes selon l'Organisation des Nations unies
- Peuple autochtone, Droit des peuples autochtones (Déclaration des droits des peuples autochtones)
- Doctrine de la découverte, Terra nullius
- Coutume, Savoirs traditionnels